# Kirby Building
El Kirby Building, conocido históricamente como el Busch Building, es un rascacielos en el distrito de Main Street del Downtown de la ciudad de Dallas, en el estado de Texas (Estados Unidos). Tiene 16 pisos y mide 67,67 metros de altura. La estructura fue terminada en 1913 por el magnate de la cerveza Adolphus Busch para acompañar a su cercano Hotel Adolphus. Fue diseñado por los estudios de arquitectura Barnett, Haynes & Barnett y Lang & Witchell. El edificio quedó vacío con muchos edificios más antiguos durante la recesión económica de la década de 1980. Si bien el edificio fue un símbolo del colapso del centro de la ciudad en esos años, también sirvió como símbolo del comienzo de la resurrección, ya que se convirtió en el primer rascacielos que se convirtió del uso de oficinas en apartamentos residenciales. La estructura es un lugar emblemático de Dallas y figura en el Registro Nacional de Lugares Históricos.